# Dimitrios Golemis
Dimitrios Golemis (Grieks: Δημήτριος Γολέμης) (Lefkada, 15 november 1874 - 9 januari 1941) was een Grieks atleet die in 1896 een bronzen medaille haalde op de 800 meter tijdens de Olympische Zomerspelen in Athene. Ook nam hij deel aan de 1500 meter, hier behaalde hij de zesde plaats.
In zijn actieve tijd was hij aangesloten bij Athlitikos Omilos Athinon.

## Palmares

### 800 m
- 1896:  OS - 2:28.0

### 1500 m
- 1896: 6e OS - tijd onbekend

- Gemeinsame Normdatei: 103499252X
- World Athletics: 14992142
- Library of Congress Control Number: no2008044540
- Virtual International Authority File: 41645235
- WorldCat: E39PBJbGXYYQQ9ffhDTB9DFh73